# Фроман, Луи де
Луи де Фроман (фр. Louis de Froment; 5 декабря 1921, Тулуза — 19 августа 1994, Канны) — французский дирижёр.

## Биография
Отпрыск древнего аристократического рода. Учился игре на скрипке и флейте в консерватории Тулузы, затем окончил Парижскую консерваторию (1948), где изучал дирижирование у Луи Фурестье, Эжена Биго и Андре Клюитанса. С 1949 года руководил камерными оркестрами, работавшими под патронатом Радио Франции и специализировавшимися на новейшей французской музыке. В летний период был музыкальным руководителем модных казино на курортах в Каннах и Довиле. Дирижировал премьерами Concerto breve для фортепиано с оркестром Шавье Монтсальватже (1953, солистка Алисия де Ларроча) и оперы Анри Соге «Прихоти Марианны» (1954, фестиваль искусств в Экс-ан-Провансе).
Наибольшую известность принесло Луи де Фроману руководство оркестром Люксембургского радио в 1958—1980 гг.: во главе этого коллектива он осуществил значительное количество записей, среди которых, в частности, скрипичные концерты Мендельсона, Чайковского и Аренского (с Аароном Розандом), премьерная запись сочинений Ираклия Джабадари (с пианистом Анри Горайебом). Среди других заметных записей Фромана — «Поэма моря и любви» Эрнеста Шоссона с Лондонским филармоническим оркестром и опера К. В. Глюка «Орфей и Эвридика» с Оркестром концертного общества Парижской консерватории (Николай Гедда в заглавной партии).
Именем Фромана названа улица (фр. Rue Louis de Froment) в городе Люксембург.